# Oliekrise
 Der er for få eller ingen kildehenvisninger i denne artikel, hvilket er et problem. Du kan hjælpe ved at angive troværdige kilder til de påstande, som fremføres i artiklen.

En oliekrise er den mest almindeligt forekommende form af energikriser. En energikrise er en fællesbetegnelse for enhver større mangelsituation i leveringen af energiressourcer til et land. Dette kan tage form af, at energi ikke kan anskaffes, eller at voldsomme prisstigninger gør, at energi ikke kan fremskaffes til alle formål. Energikriser har som oftest store effekter på den øvrige økonomi; recessioner sker jævnligt i kølvandet på energikriser i en eller anden form.
Når energiprisen stiger, medfører det, at produktionsomkostningerne i andre erhverv stiger. Forbrugerne vil i forbindelse med oliekriser primært opleve stigninger på benzinprisen, sekundært stigninger på varer, der afhænger af prisen på olie (f.eks. plastikprodukter eller landbrugsvarer). Dette kan medføre en mindsket tro på udviklingen og dermed et mindre forbrug hos den enkelte forbruger.

## 1970'ernes oliekriser

### Baggrund
Siden 2. verdenskrig havde befolkningen i den vestlige verden oplevet en øget vækst og velstand. Biler og el-artikler som køleskabe og fjernsyn var blevet hvermandseje. Desuden var boligerne blevet større og dermed mere ressourcekrævende.
Førhen havde det meste arbejde været manuelt. Men efterhånden havde maskiner automatisering, industrirobotter i produktionsprocessen, i logistikkens varetransport: containere i stedet for stykgods, stordriftsfordele betingede masseproduktion, fusion (sammenlægning) af mindre virksomheder til større, en udvikling der forinden var i gang, men blev forstærket af automatiseringen, havde alt sammen opnået en stigende betydning på arbejdspladserne.
Industrien var stadigvæk i høj grad protektionistisk og beskyttet af toldmure, selv for et lille land som Danmark der var afhængig af eksport mindre end af et hjemmemarked. Østblokken (Comecon-landene) var i det store og hele selvberoende, bl.a. på grund af eksportrestriktioner fra de "vestlige" (kapitalistiske) lande. Østblokkens købekraft spillede også ind, de havde stort set intet at sælge, og meget af deres industriproduktion var baseret på plagiater og overtrædelse af vestlig patentlovgivning kunne end ikke mætte den interne efterspørgsel; den ineffektive centralistiske planøkonomi spillede også ind her. Heroverfor stod i de kapitalistiske lande eksempelvis Japans eksport af elektronik og biler, Den Tyske Forbundsrepublik (Vesttyskland) med sin eksport af biler, USA med fly, våbenteknologi og til en vis grad fødevareprodukter. Indenfor alle disse sektorer spillede råstoffer, herunder energi, en stor rolle.
Danmarks handelsbalance bestod overvejende af landbrugseksport (især til Storbritannien), og import af industrielt forarbejdede industrivarer (biler, køleskabe, underholdningselektronik). Foruden olie fra Mellemøsten (og i forbindelse med oliekrisen og i mindre grad kul fra Polen). Varmeisolering af boliger mv. var nærmest ikke-eksisterende på grund af den stabile tilførsel af billig olie, "man fyrede for gråspurvene". Privatbilismen og parcelhusene (typehuse i ét plan med store glaspartier) var betinget af den billige olie.
Alt dette havde medført et stigende energiforbrug. Hovedparten af denne energi var baseret på råolie fra undergrunden. Hidtil havde dette ikke været noget problem, eftersom oliepriserne som anført var lave. 70 % af verdens beviste oliereserver befandt sig imidlertid i de fattige landes, "ulandenes" undergrund. Disse nationer havde kun et meget lille økonomisk udbytte af den olie, der blev hentet fra deres jord. Dette skyldes, at hele oliemarkedet blev styret af et kartel, som kaldes De syv søstre. Derimod tjente "søstrene" derimod store summer på den daværende ordning; derfor ønskede de ingen forandringer.
I 1960 dannede en række olieproducerende lande imidlertid OPEC. Formålet var netop at tilegne sig en øget del af oliepengene.
De syv Søstre formåede dog at holde OPEC udenfor større indflydelse i den første årrække, men efterhånden blev organisationen en magtfaktor man ikke kunne komme udenom.

### Oliekrisen 1973
Den 6. oktober 1973 udbrød Yom Kippur-krigen, da Israel blev angrebet af Egypten og Syrien. For første gang anvendte de arabiske lande olien til at svække Israel. Seks arabiske olielande forhøjede olieprisen. Handelsministeriet overvejede at indføre restriktioner på benzin. Våbenhvile mellem de krigsførende fra 24. oktober 1973 ændrede ikke problemet; 31. oktober steg olieprisen drastisk. Ovenikøbet gav statsminister Anker Jørgensen i en improviseret tale i Middelfart 5. november støtte til Israel, da han udtalte, at han "en stor del af vejen" kunne forsvare "Israels aggressivitet" med, at landets naboer ønskede Israel flyttet ud i Middelhavet. Dermed udsatte han Danmark for en total olieboykot, ligesom Holland var blevet udsat for ved at forsvare Israel.
Hidtil havde flertallet af de vestlige ilande da også støttet Israel; men i 1973 kom der ikke megen støtte udover hjælp fra shah Mohammad Reza Pahlavi i Iran, og USA med en militær luftbro med forsyninger til Israel. Den saudiske kong Faisal var dybt skuffet over sin allierede USA, og søgte at påvirke præsident Nixon til at ændre politik. Da det mislykkedes, standsede kongen olieeksporten til USA, og resultatet blev oliemangel i Vesten. Oliekrisen i 1973 førte ydermere til, at Saudi-Arabien besluttede selv at tage kontrollen over olieselskabet Aramco, og gradvise opkøb endte med en fuldstændig nationalisering af selskabet i 1980. I 1988 blev navnet ændret til Saudi Aramco.
19. november 1973 vedtog Folketingets valutaudvalg at indføre billøs søndag fra 25. november. Der var mindre olie til opvarmning, lys kun i hver anden gadelygte, og forbud mod vinduesbelysning i butikker. En uge senere skar man også ned på olie til industri og den kollektive trafik. Restriktionerne blev ophævet fra 19. februar 1974, hvorefter man igen måtte køre bil om søndagen.
Fra oktober til december 1973 steg prisen på en tønde råolie fra 3 til 11,65 dollars. Størstedelen af denne gevinst gik til de olieeksporterende lande. Således steg Saudi-Arabiens olieindtægter fra 2,7 milliarder dollars i 1972 til 22,6 milliarder i 1974.

### Konsekvenserne
Da USA næsten var selvforsynende med olie havde olieprischokket i første omgang kun en begrænset effekt på denne nation. Til gengæld opstod panik i Vesteuropa.
Mange mennesker kunne huske krigens vareknaphed. Derfor opstod der i de første måneder en panisk hamstringsbølge. Folk var bange for at olien ville slippe op, og købte alle mulige produkter, de kunne komme i tanke om, og som var tilvirket af denne vare.
Fra myndighedernes side blev der gjort en lang række tiltag for at spare på det sorte guld. I flæng kan det nævnes: at i offentlige bygninger blev temperaturen sænket, kun lys i hver anden gadelygte og al ikke livsnødvendig bilisme blev forbudt om søndagen, de såkaldte bilfrie søndage. Desuden modtog private en lang række råd om: at man burde lukke for varmen om natten, tage brusebad i stedet for karbad osv.
De mange sparetiltag kunne ikke ændre på den kendsgerning, at den dyre olie medførte, at de europæiske industrilande fik et underskud på betalingsbalancen. Desuden havde menigmand nu langt færre penge til rådighed til køb af forbrugsgoder.
Ganske vist startede OPEC-landene betydelige investeringsprogrammer og øgede importen af forbrugsgoder, men det var ikke nok til at holde økonomien i vejret. Store beløb blev investeret "passivt" i industrilandene, dvs. uden at skabe ny økonomisk aktivitet.
Dette medførte en mindsket efterspørgsel på varer, hvilket resulterede i at virksomhederne måtte afskedige ansatte. 1960ernes fulde beskæftigelse var blevet afløst af 1970'ernes arbejdsløshed.
Alt var imidlertid ikke negativt. De mørke tider resulterede også i nytænkning, der ikke mindst førte til udvikling af energibesparende teknologi. Man begyndte at eksperimentere med alternative energikilder som sol og vind, hvilket også kom miljøet til gode. Desuden gjorde den højere oliepris udvinding af hidtil uinteressante olieforekomster, bl.a. i Nordsøen, rentabel.

### Oliekrisen 1979
Som følge af politiske uroligheder i Iran i halvåret 1978-79, skete der et nyt fald i olieproduktionen. Dette skete samtidigt med at Europa oplevede en streng vinter. Konsekvensen blev, at dollarprisen på en tønde råolie fra oktober 1978 til juni 1979 steg fra 12,70 til 36.
Dette medførte yderligere betalingsbalanceunderskud og øget arbejdsløshed i den vestlige verden. Det skabte dog ikke den samme panik som den første oliekrise havde gjort. Ikke noget med bilfri søndage eller lignende denne gang.
Dette havde flere årsager. Dels var man mere forberedt på, at en ny oliekrise kunne opstå, og dels var man knap så afhængig af den arabiske olie. Mange af de europæiske lande havde selv fundet olie, der var kommet nye alternative energikilder, og nye produkter forbrugte færre ressourcer.

## En ny oliekrise?

### En geologisk krise
De to oliekriser i 1970'erne var begge resultater af specielle politiske omstændigheder, Yom Kippur-krigen og Den iranske revolution var tidsbegrænsede kriser, der medførte en højere oliepris i en mindre periode. Flere og flere eksperter er imidlertid enige om, at en ny oliekrise nærmer sig.[kilde mangler] Denne oliekrise vil ikke være politisk betinget, men geologisk betinget.
Den gode nyhed er, at verden sandsynligvis aldrig vil løbe tør for olie. Den dårlige nyhed er, at mængden af olie, der kan produceres per dag, vil toppe og derefter falde - for bestandigt.

### Olieproduktions cyklus
Produktionen af olie vil, lidt forsimplet, følge en klokkeformet kurve. Det er der flere grunde til. For det første vil de store oliekilder blive fundet og udnyttet først. De er simpelthen så store, at de er svære at "overse" og desuden meget profitabel. For det andet vil olien ofte være under tryk, og det vil derfor ikke kræve meget mere end et borehul at starte produktionen. Men før eller siden vil der kun være den tunge, mere besværlige og mindre profitable olie tilbage. Denne type olie lægger sig nederst i en oliekilde. For at bevare produktionen på et nogenlunde konstant niveau kan det være nødvendigt at tvinge olien ud. Det kan ske ved at pumpe saltvand eller naturgas ind i feltet. Men heller ikke det kan garantere en stabil produktion, og produktionen vil uvægerligt falde. Dette er ofte (og lidt generaliseret) sandt for den enkelte oliekilde, og ideen kan derfor ekspanderes til også at gælde for en region og hele verdensproduktionen.

### Hubberts forudsigelse
I USA fandt man i 1859 olie i Pennsylvania. Det var første gang, at så meget olie blev fundet, og man begynde at undersøge, hvad al den olie kunne bruges til. To år senere blev verdens første olieselskab, Standard Oil, oprettet. I 1869 blev forbrændingsmotoren opfundet. Med fund af olie i staten Texas, blev USA op igennem 20’erne og 30’erne verdens største producent og eksportør af olie. Olie blev fundet i så store mængder at det til tider var billigere end vand. I 1956 kom en geolog ansat ved Shell med en modig og foruroligende forudsigelse: olieproduktionen i USA ville toppe ca. 1970 for derefter for altid at falde. Geologen hed Marion King Hubbert og blev groft miskrediteret på baggrund af sin forudsigelse. Så sent som i 1970 blev han hånet, for USA havde aldrig produceret så meget olie som netop da. Produktionen af olie i USA toppede i 1971 og faldt frem til 2005. I dag (2019/2020) ligger produktionen højere end i 1971. Hubbert havde i mange år ret, og det er på baggrund af hans model og metode at de nuværende forudsigelser om et globalt fald i verdensproduktionen er foretaget. Efter produktionen er steget er disse modeller dog taget op til revision.[kilde mangler]

### Hvornår topper olieproduktionen?
På baggrund af Hubberts model har en gruppe videnskabsfolk, primært geologer, samlet sig i en gruppe ved navn ASPO (Association for the Study of Peak Oil) og udregnet cirka hvornår vi kan forvente, at den globale produktion vil toppe. Med data fra hele verden har de tilbagedateret fundet af oliekilder, for at få et rimeligt realistisk billede af hvor meget olie verden besad til at starte med. Deres model opdateres løbende, men det seneste overslag lyder på at produktionen toppede og begyndte at falde i 2007 – såfremt såkaldt "ukonventionel" dvs. tung olie, tjæresand osv. medregnes. Dette ses tydeligt på grafen til højre udarbejdet af Dr. Colin Campbell
(engelsk)

### Efterspørgslen på olie
Samtidig med faldet i udbuddet af olie er det også klart, at efterspørgslen på olie i disse år vokser kraftigt. Den økonomiske vækst i især Kina og i nogen grad Indien medfører, at efterspørgslen på olie vokser hastigt. 

## Konsekvenser af en oliekrise
Vi er i dag i den vestlige verden yderst afhængige af olie. Den økonomiske vækst har siden den industrielle revolution i høj grad været bundet op på brugen af olie og andre fossile brændstoffer. Næsten alle er enige om, at der kun er en begrænset mængde af fossile brændstoffer, og at de fossile brændstoffer må erstattes med alternative energikilder i fremtiden. Men der er stor uenighed om, hvornår de fossile brændstoffer vil slippe op, hvordan de fossile brændstoffer skal erstattes og hvor svært det vil blive.

### Recession
Nogle mener, at dalende olieproduktion vil have en drastisk indflydelse på den menneskelige kultur og det moderne samfund. Vi er i dag afhængige af olie, både som brændstof, som en del af forskellige produktionsformer (f.eks. produktionen af plastik) og som et væsentligt element i moderne landbrugsproduktion. Der findes ikke et alternativ til olien, der har alle de egenskaber som olien har, hvorfor det enten af nødvendigt med en omstilling eller der vil komme en stor økonomisk udfordring.
Nogle mener, at de stigende oliepriser vil medføre en verdensomspændende recession, dels direkte på grund af den højere energipris, dels indirekte på grund af de store transitionsomkostninger, der er forbundet med en overgang til alternative energiformer.

### Teknologien som redning
Nye teknologier kan grundlæggende have tre effekter.
1. For det første kan ny teknologi sikre, at vi er i stand til at udvinde mere olie - enten ved at være i stand til at pumpe større mængder af olie i det enkelte borefelt op, eller ved at gøre os i stand til at bore efter olie på mere vanskeligt tilgængelige steder. Meget af den eksisterende olie (især ukonventionelle olieformer, såsom tung olie og tjæresand) kan i dag ikke udvindes uden energitab. Ny teknologi kan måske afhjælpe dette.
2. For det andet kan ny teknologi gøre vores anvendelse af olien mere effektiv. Biler kan i dag køre langt længere per liter benzin end tilfældet var tidligere, ligesom produktionen af benzin ikke er så afhængig af olie som før. Spørgsmålet er imidlertid, om dette har den ønskede effekt. I den industrialiserede verden har øget energieffektivitet haft den konsekvens, at der paradoksalt nok er blevet anvendt mere energi. Dette fænomen er kendt som Jevons' paradoks.
3. For det tredje kan nye teknologier forbedre vores udnyttelse af alternative energiformer, såsom vedvarende energi eller atomkraft.

### Tilhængere af Hubberts peak-teorien
- www.oliekrise.dk - En side om en mulig kommende oliekrise
- Billige fossile brændstoffer slipper langsomt op - Om Danmarks undergrund og energipolitik m.v.
- www.twistedmedie.com Arkiveret 14. maj 2010 hos  Wayback Machine - Side om peak oil, ressourcer m.m.
- Peak Oil - Engelsk wiki-artikel om Peak Oil.
- Implications of Peak Oil - Engelsk wiki-artikel om Peak Oils konsekvenser for verdenssamfundet, herunder specielt de vestlige industrialiserede og olieafhængige lande. USA beskrives uddybende da de i øjeblikket er verdens største importør af råolie.
- (ASPO-5) July 18-19 2006 The Fifth International Conference of the Association for the Study of Peak Oil and Gas (engelsk) Arkiveret 19. februar 2006 hos  Wayback Machine
- ASPO Irland (engelsk) Arkiveret 10. maj 2020 hos  Wayback Machine
- Hubbertpeak.com (engelsk) Arkiveret 27. november 2020 hos  Wayback Machine
- From The Wilderness - Oil and Energy (engelsk) Arkiveret 2. februar 2006 hos  Wayback Machine
- Wolf at the Door (engelsk) Arkiveret 5. februar 2010 hos  Wayback Machine
- Videoklip online om Peak Oil (engelsk) Arkiveret 13. februar 2006 hos  Wayback Machine
- INTERNATIONAL WORKSHOP ON OIL DEPLETION (Uppsala Universitet 2002) Arkiveret 3. februar 2006 hos  Wayback Machine(engelsk)

### Kritikere af Hubberts peak-teorien
- The New Pessimism about Petroleum Resources: Debunking the Hubbert Model (and Hubbert Modelers) (PDF, engelsk) Arkiveret 12. oktober 2005 hos  Wayback Machine
- National Center for Policy Analysis, Are We Running Out of Oil? (engelsk) Arkiveret 26. januar 2007 hos  Wayback Machine